# Jacal

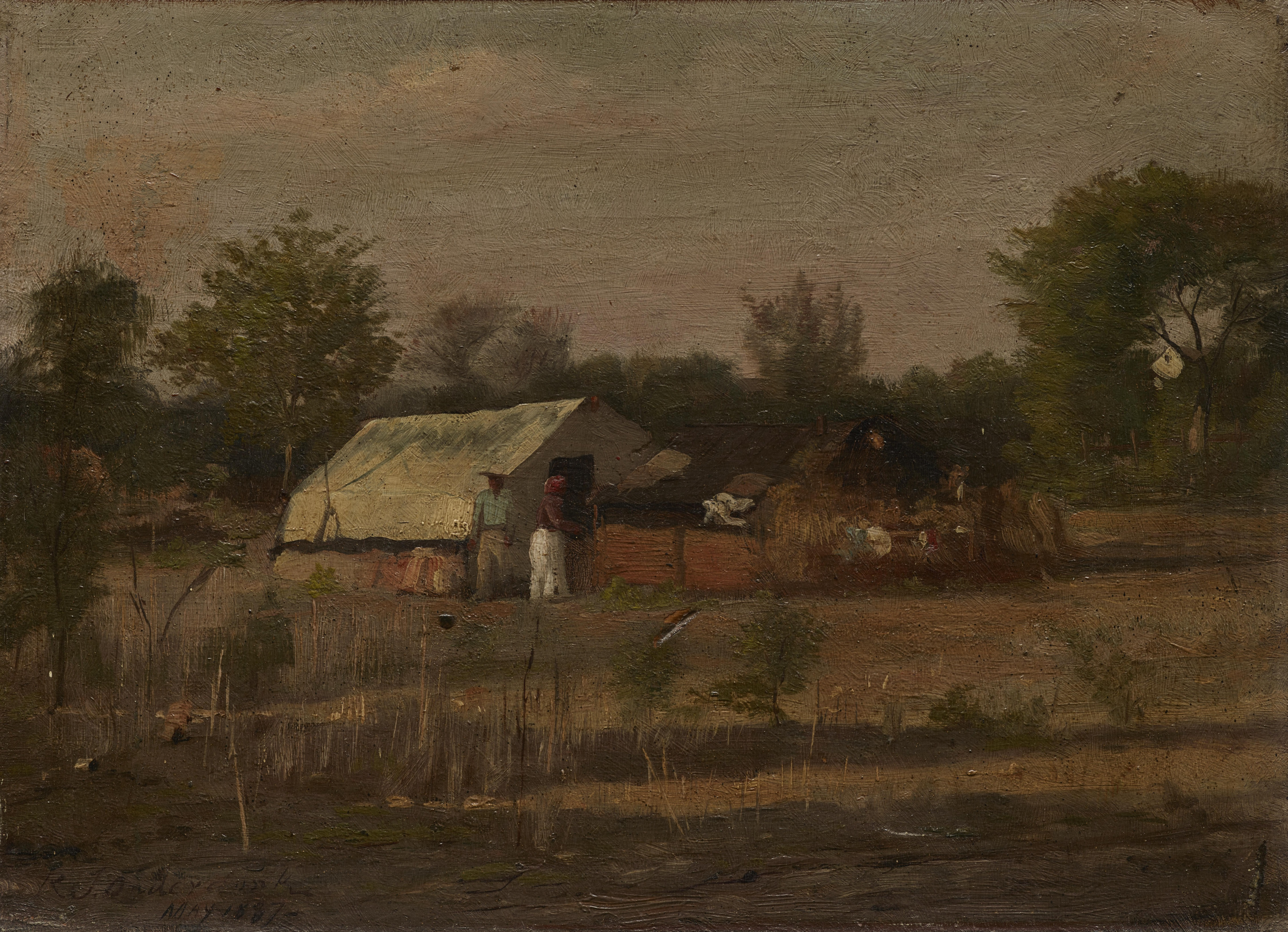
Jacal mexicano

Los jacales es una voz prehispánica que se refiere a la vivienda. Se relegó a los alojamientos rústicos, relacionada con la vivienda rural de México fabricados con materiales y técnicas específicas de cada lugar. 
Del Nahuatl xacalli￼, que significa casa de zacate (zacatextli, paja o pasto y calli, casa). La técnica implicaba la mezcla de la paja y barro para sus muros y techos de paja o madera laminada tejamanil, sus pisos pueden ser de tierra apisonada o adobe. Su estructura por lo general es un rectángulo con techo a dos aguas, con diseños adaptados a las condiciones climáticas. Funcionalmente se reconocen por ser de un solo cuarto en donde se realizan múltiples actividades. 
Ya en las ciudades durante la colonización europea de América y posteriormente, el jacal migra como función dejando la paja como su elemento principal. Se encuentra asociado a los campesinos que van llegando. Su estructura según diversos autores, se refieren a cuartos al interior de una casa ubicados en los patios traseros, o a cuartos de vecindades, (conjunto de cuartos hechos para la renta en una sola propiedad). Construidos de adobe o ladrillo, con techos de teja o ladrillo de techo. La voz adquiere un uso despectivo pues se asocia a la vivienda de la servidumbre. Son propios del México prehispánico y del territorio del Sudoeste de EE. UU.
En la actualidad, el término es de uso corriente de los mexicanos, se dice: anda de jacalera para referirse a la mujer quien anda de ocio visitando de casa en casa. Siguiendo el dicho A jacal viejo no le falta gotera por decir que una persona de edad siempre tiene achaques, y por último una estrofa (anónima) que describe vivamente las condiciones de un jacal: 
Rondaba tu jacalito
Pa' ver si te podía ver
por algún agujerito.
- Datos: Q6110453
- Multimedia: Jacal / Q6110453